# 8 cm PAW 600
8 cm PAW 600(8cm Panzerabwehrwerfer 600：“8センチ対戦車発射器 600型”の意)とは第二次世界大戦のナチス・ドイツで開発された対戦車砲の一種で、実質的には大型の擲弾発射装置（低圧砲）である。
開発時の指定番号から8H63、もしくはPaK 8H63とも呼ばれる。

## 概要
戦車の重装甲化に伴い大型化・大重量化の著しい牽引式対戦車砲を、以前のように軽量化することを目的に開発された。
ラインメタル社により開発され、迫撃砲と同じ口径（実寸）81.4mmの砲弾を、高低圧理論の応用により小さな反動で発射可能で、これは、少量の装薬を小容量の第1段室で高圧で燃焼させ、発生した燃焼ガスを大容量の第2段室に導き、弾丸自体は第2段室に充満した比較的低圧の燃焼ガスの圧力で発射される、という方式である。薬莢には装薬と弾丸とのあいだに噴出孔の開いた板が取り付けられており、弾丸は有翼の迫撃砲弾型で、弾頭と尾翼の境目にはもう一枚の噴出孔板が取付けられていた。この方式により、迫撃砲やロケットランチャー同様、通常の火砲よりも砲弾にかかる圧力が小さいため、砲弾の外殻を薄くして炸薬量を多くすることができた。
砲身は高腔圧に耐える必要はなく、砲弾の安定も砲弾に付属する安定翼で行うため、砲身は肉薄い滑腔砲身で、反動が少ないために駐退機も簡易でよく、砲本体の自量はわずか650kgと、同規模のサイズの対戦車砲であるPak 40 7.5cm対戦車砲(自重1,425kg)の半分以下だった。
砲架は既存のものの流用品で、開発元であるラインメタル社の5 cm PaK 38から砲架が、7.5 cm PaK 40からマズルブレーキが流用されている。高度な構成部品を必要とせず、極力流用品で構成されたため、価格は大変安く、3.7 cm PaK 36が5,730ライヒスマルク、PaK 40が12,000ライヒスマルクであったのに対し、本砲はわずか2,050ライヒスマルクであった。
しかし、軽量で構造が簡便なことと引き換えに初速は520m/sと遅く、対戦車兵器としては有翼安定式の成形炸薬弾である8 cm W Gr Patr H1 4462弾（弾頭重量：2.7kg、貫通力：垂直に立てられた装甲鋼板に対し145mm）を用いないと威力を発揮できず、射撃精度も低く、有効射程も750mにすぎなかった。
PAW600は終戦までに260門が完成し、第30および第31装甲擲弾兵連隊などに配備されている。

## 参照元
- イアン・V.フォッグ：著、小野佐吉郎：訳、中野吾郎：監修　『第2次世界大戦ブックス(37) 大砲撃戦―野戦の主役、列強の火砲』 サンケイ新聞社出版局：刊 1972年

- Gander, Terry and Chamberlain, Peter. Weapons of the Third Reich: An Encyclopedic Survey of All Small Arms, Artillery and Special Weapons of the German Land Forces 1939-1945. New York: Doubleday, 1979 ISBN 0-385-15090-3
- Hogg, Ian V. German Artillery of World War Two. 2nd corrected edition. Mechanicsville, PA: Stackpole Books, 1997 ISBN 1-85367-480-X